# Герб Томаківки
Герб Томакі́вки — один з офіційних символів селища міського типу Томаківка Дніпропетровської області, затверджений 19 вересня 1990 року рішенням Томаківської селищної ради.

## Опис
На лазуровому щиті на золотих пагорбах із лазоревим потоком виникає мак на золотий ніжці з червоними пелюстками і чорною серцевиною.